# 난부 도시나오

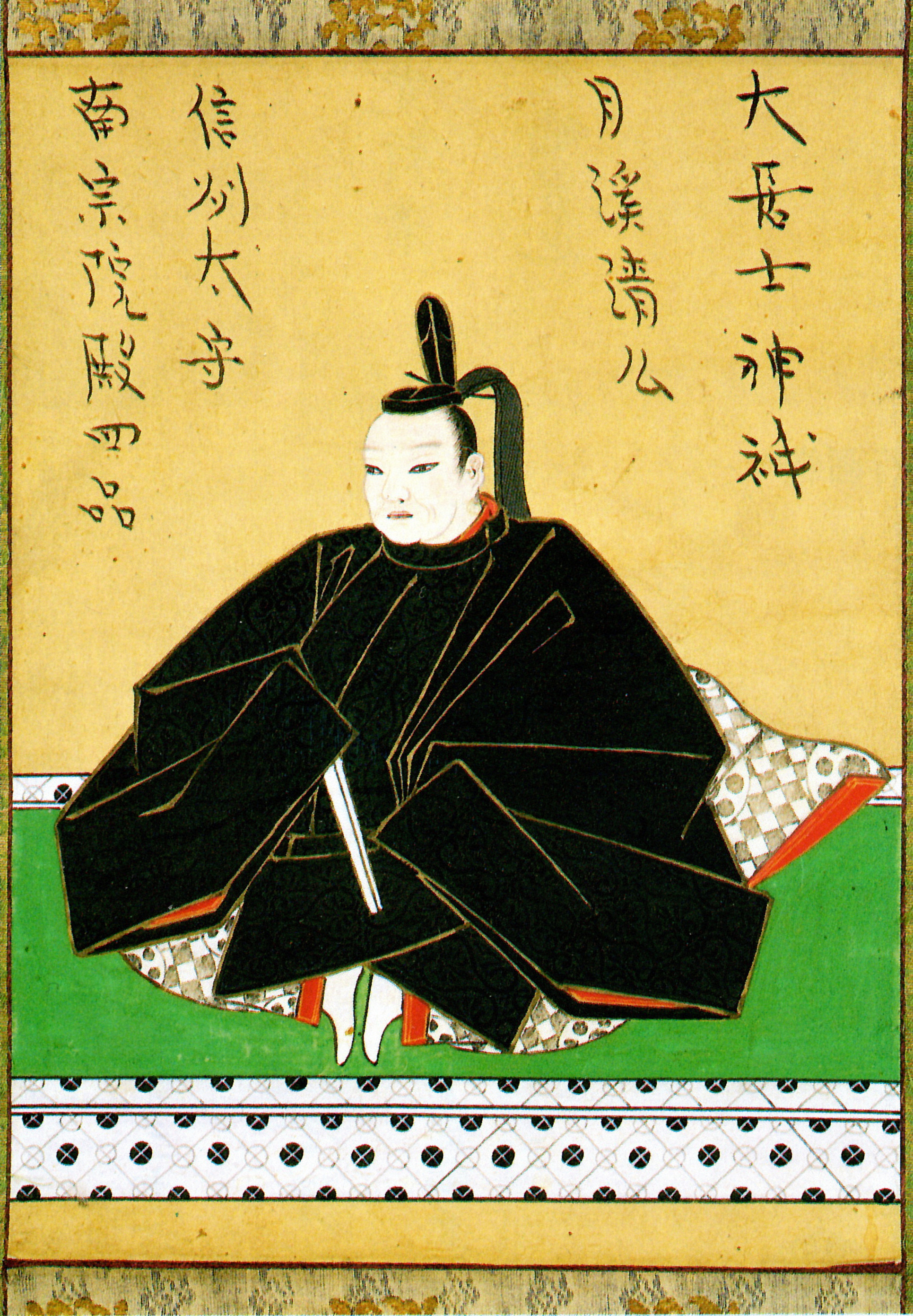
난부 도시나오

난부 도시나오(일본어: 南部利直, 1576년 4월 13일 ~ 1632년 10월 1일)는 난부 가문의 제27대 당주이며, 모리오카번의 초대 번주이다. 하루나오(晴直)라고도 불리며, 통칭은 히코쿠로(彦九郎)이다. 관위는 종사위하, 시나노노카미(信濃守)이다.
난부 가문 제26대 당주 난부 노부나오의 장남으로 산노헤의 닷코 성에서 태어났다. 1598년 도요토미 히데요시가 사망하자 아버지 노부나오와 함께 도쿠가와 이에야스에게 접근하였다. 1599년에 아버지가 사망하자 그 뒤를 이어 당주가 되었다. 1600년 세키가하라 전투에서는 동군에 가담하여 서군측인 우에스기 가게카쓰와 싸우려 하였으나, 영토 확장을 꾀한 다테 마사무네가 와가 다다치카를 선동하여 영내 잇키를 일으킨 탓에, 귀국하여 1601년까지 진압 작업을 벌였다. 이후 도쿠가와 이에야스로부터 영지를 인정받고 모리오카 번을 세우게 되었다.
도시나오는 내정에 뛰어난 재능을 발휘하였고, 시로네 금광과 니시미치 금광을 비롯한 광산 개발을 통해 번의 재정을 안정시켰다. 1614년에는 오사카 전투에 참전하여 에도 막부와의 관계를 강화했으며, 1615년에는 모리오카 성을 축성하고 조카마치를 형성하였다. 또한 구노헤 마사자네의 난을 경험 삼아 혈연관계가 없는 가신들을 대거 처벌, 추방하여 독재 집권을 강화하고 번 권력의 기초를 쌓았다. 1632년, 에도 사쿠라다 번저에서 57세의 나이로 사망하였고, 셋째 아들 시게나오가 그 뒤를 이었다.
| 전임 난부 노부나오 | 제27대 난부씨 당주 1599년 ~ 1632년 | 후임 난부 시게나오 |

|  | 제1대 모리오카번 번주 1599년 ~ 1632년 | 후임 난부 시게나오 |